# 이산혜연선사 발원문
이산혜연선사 발원문은 중국 당나라의 선승인 이산혜연 또는 이산교연이 만든 발원문이다. 현재 한국 사찰에서 새벽예불을 올릴 때 많이 사용하고, 한글로 독송한다.
예불의식 경전의 하나로 이러한 경전으로는 예불문, 이산혜연선사 발원문, 반야심경, 천수경, 정근, 금강경, 상단권공, 중단권공(신중청), 화엄경 약찬게 등이 있다.

## 전문
다음은 예불문의 전문이다.
시방삼세 부처님과 팔만사천 큰법보와

보살성문 스님네께 지성귀의 하옵나니

자비하신 원력으로 굽어살펴 주옵소서
저희들이

참된성품 등지옵고 무명속에 뛰어들어

나고죽는 물결따라 빛과소리 물이들고
심술궂고 욕심내어 온갖번뇌 쌓았으며

보고듣고 맛봄으로 한량없는 죄를지어
잘못된길 갈팡질팡 생사고해 헤매면서

나와남을 집착하고 그른길만 찾아다녀
여러생에 지은업장 크고작은 많은허물

삼보전에 원력빌어 일심참회 하옵나니
바라옵건대

부처님이 이끄시고 보살님네 살피시어

고통바다 헤어나서 열반언덕 가사이다
이세상에 명과복은 길이길이 창성하고

오는세상 불법지혜 무럭무럭 자라나서

날적마다 좋은국토 밝은스승 만나오며
바른신심 굳게세워 아이로서 출가하여

귀와눈이 총명하고 말과뜻이 진실하며
세상일에 물안들고 청정범행 닦고닦아

서리같이 엄한계율 털끝인들 범하리까
□점잖은 거동으로 모든생명 사랑하여

이내목숨 버리어도 지성으로 보호하리
삼재팔난 만나잖고 불법인연 구족하며

반야지혜 드러나고 보살마음 견고하여
제불정법 잘배워서 대승진리 깨달은뒤

육바라밀 행을닦아 아승지겁 뛰어넘고
곳곳마다 설법으로 천겁만겁 의심끊고

마군중을 항복받고 □삼보를 뵙사올제

시방제불 섬기는일 잠깐인들 쉬오리까
온갖법문 다배워서 모두통달 하옵거든

복과지혜 함께늘어 무량중생 제도하며
여섯가지 신통얻고 무생법인 이룬뒤에

관음보살 대자비로 시방법계 다니면서
보현보살 행원으로 많은중생 건지올제

여러갈래 몸을나퉈 미묘법문 연설하고
지옥아귀 나쁜곳엔 광명놓고 신통보여

내모양을 보는이나 내이름을 듣는이는
보리마음 모두내어 윤회고를 벗어나되

화탕지옥 끓는물은 감로수로 변해지고
검수도산 날쌘칼날 연꽃으로 화하여서

고통받던 저중생들 극락세계 왕생하며
나는새와 기는짐승 원수맺고 빚진이들

갖은고통 벗어나서 좋은복락 누려지다
모진질병 돌적에는 약풀되어 치료하고

흉년드는 세상에는 쌀이되어 구제하되

여러중생 이익한일 한가진들 빼오리까
천겁만겁 내려오던 원수거나 친한이나

이세상의 권속들도 누구누구 할것없이
얽히었던 애정끊고 삼계고해 뛰어나서

시방세계 중생들이 모두성불 하사이다
허공끝이 있사온들 이내소원 다하리까

유정들도 무정들도 일체종지 이루어지이다
나무 석가모니불

나무 석가모니불

나무 시아본사 석가모니불